# Ла-Ферте-ан-Уш
Ла-Ферте-ан-Уш (фр. La Ferté-en-Ouche) — муніципалітет у Франції, у регіоні Нижня Нормандія, департамент Орн. Ла-Ферте-ан-Уш утворено 1 січня 2016 року шляхом злиття муніципалітетів Ансен, Бокансе, Кувен, Ла-Ферте-Френель, Говіль, Гло-ла-Ферр'єр, Еґон, Монне, Сен-Нікола-де-Летьє i Вілле-ан-Уш. Адміністративним центром муніципалітету є Ла-Ферте-Френель. Населення — 2993 особи (01.01.2021).